# 狹葉束長蝽
狹葉束長蝽（学名：Malcus idoneus）为突眼長蝽科束長蝽屬下的一个种。